# Philippe Houben
Pour les articles homonymes, voir Houben.
Philippe Houben est un nageur et un joueur de water-polo belge naturalisé français né le 4 juin 1881 à Bruxelles (Belgique) et mort le 3 avril 1963 à Fontenay-sous-Bois. 

## Carrière
Licencié aux Pupilles de Neptune de Lille, Philippe Houben participe aux épreuves de natation ainsi que de water-polo aux Jeux olympiques d'été de 1900 à Paris. Bien qu'étant à l'époque de nationalité belge, ses résultats sont comptabilisés pour la France. Il remporte la médaille de bronze en 200 mètres nage libre par équipe. Il est naturalisé français en février 1939.